# П'ятра (Чофринджень, Арджеш)
П'ятра (рум. Piatra) — село у повіті Арджеш в Румунії. Входить до складу комуни Чофринджень.
Село розташоване на відстані 145 км на північний захід від Бухареста, 39 км на північний захід від Пітешть, 102 км на північний схід від Крайови, 105 км на південний захід від Брашова.

## Населення
За даними перепису населення 2002 року у селі проживали 192 особи, усі — румуни. Усі жителі села рідною мовою назвали румунську.